# HSD17B6
HSD17B6 (англ. Hydroxysteroid 17-beta dehydrogenase 6) – білок, який кодується однойменним геном, розташованим у людей на короткому плечі 12-ї хромосоми. Довжина поліпептидного ланцюга білка становить 317 амінокислот, а молекулярна маса — 35 966.
| 10         |  | 20         |  | 30         |  | 40         |  | 50         |
| ---------- |  | ---------- |  | ---------- |  | ---------- |  | ---------- |
| MWLYLAAFVG |  | LYYLLHWYRE |  | RQVVSHLQDK |  | YVFITGCDSG |  | FGNLLARQLD |
| ARGLRVLAAC |  | LTEKGAEQLR |  | GQTSDRLETV |  | TLDVTKMESI |  | AAATQWVKEH |
| VGDRGLWGLV |  | NNAGILTPIT |  | LCEWLNTEDS |  | MNMLKVNLIG |  | VIQVTLSMLP |
| LVRRARGRIV |  | NVSSILGRVA |  | FFVGGYCVSK |  | YGVEAFSDIL |  | RREIQHFGVK |
| ISIVEPGYFR |  | TGMTNMTQSL |  | ERMKQSWKEA |  | PKHIKETYGQ |  | QYFDALYNIM |
| KEGLLNCSTN |  | LNLVTDCMEH |  | ALTSVHPRTR |  | YSAGWDAKFF |  | FIPLSYLPTS |
| LADYILTRSW |  | PKPAQAV    |  |            |  |            |  |            |

A: Аланін

C: Цистеїн

D: Аспарагінова кислота

E: Глутамінова кислота

F: Фенілаланін

G: Гліцин

H: Гістидин

I: Ізолейцин

K: Лізин

L: Лейцин

M: Метіонін

N: Аспарагін

P: Пролін

Q: Глутамін

R: Аргінін

S: Серин

T: Треонін

V: Валін

W: Триптофан

Кодований геном білок за функцією належить до оксидоредуктаз. 
Задіяний у таких біологічних процесах, як метаболізм ліпідів, метаболізм стероїдів. 
Білок має сайт для зв'язування з НАД. 
Локалізований у мембрані, ендоплазматичному ретикулумі, мікросомах, ендосомах.